# ديفيد غارسيا (صحفي)
ديفيد غارسيا (بالإنجليزية: David Garcia)‏ هو صحفي أمريكي، ولد في 8 يناير 1944، وتوفي في 28 أغسطس 2007.